# Kozma Proutkov

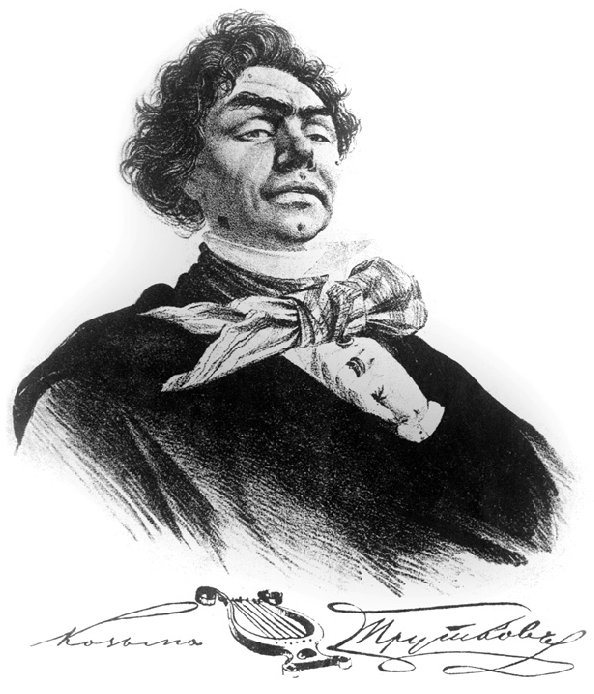
Portrait imaginaire de Kozma Proutkov

Kozma Proutkov (en russe : Козьма Прутков) est un pseudonyme collectif utilisé par Alexis Konstantinovitch Tolstoï et ses cousins, les frères Alexis, Alexandre et Vladimir Jemtchoujnikov, pour signer des articles, des vers satiriques et des fables publiés dans divers journaux littéraires au cours des années 1850 et 1860.
Proutkov finit par devenir un auteur fictif proférant des maximes, à l'image de Monsieur Prudhomme. Son portrait fut même publié. Selon sa pseudo-biographie, Proutkov « naquit » en 1801 et « mourut » en 1863.

## Ouvrages
- Les Fruits de la Pensée, Kéruss, 2007

## Sources
- Iouri Nikolaevitch Tynianov et Catherine Depretto-Genty, Formalisme et histoire littéraire, Collection Slavica, Éditions L'Âge d'homme, traduit par Catherine Depretto-Genty, 1991, p. 231  (ISBN 2825101672) (Google Books)